# Département de Tapenagá
Le département de Tapenagá est une des 25 subdivisions de la province du Chaco, en Argentine. Son chef-lieu est la ville de Charadai.
Le département a une superficie de 6 025 km2. Sa population s'élevait à 4 188 habitants au recensement de 2001.

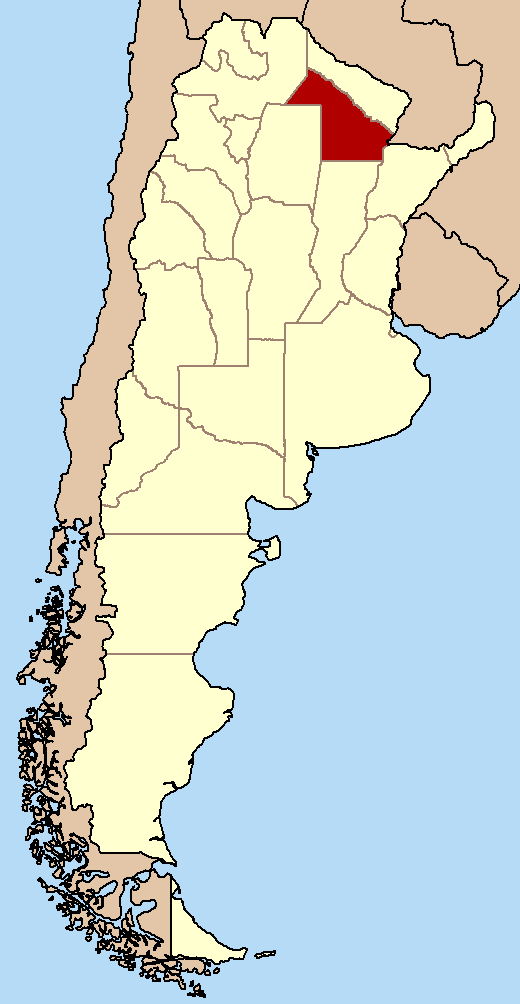
Localisation de la province du Chaco en Argentine.

## Villes et localités
- Charadai, chef-lieu
- Cote Lai